# Pont de Conflans
Le pont de Conflans franchit la Seine sur une longueur de trois cent cinquante mètres et relie les villes de Conflans-Sainte-Honorine et d'Achères sur le nouveau parcours de la route nationale 184 créé en 1976. Le premier pont sur l'ancien tracé de cette route fut détruit et remplacé par la passerelle Saint-Nicolas réservée aux piétons et aux cyclistes.
Lors d'un comptage permanent SIREDO effectué en 2008, le trafic moyen journalier annuel s'élevait à 28 200 véhicules, dont 6,4 % étaient des poids lourds.

## Galerie de photos

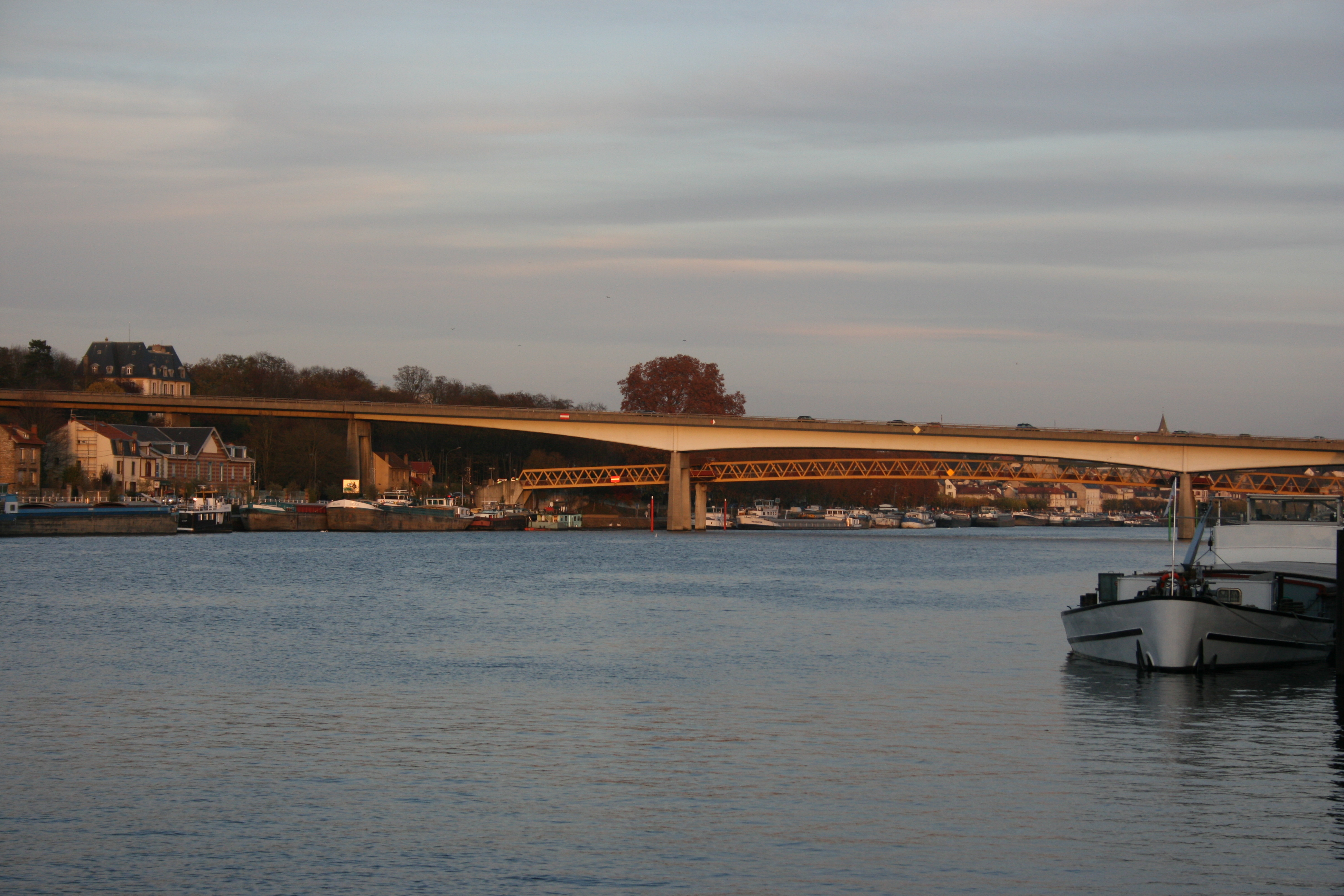
Vue depuis le pont ferroviaire.
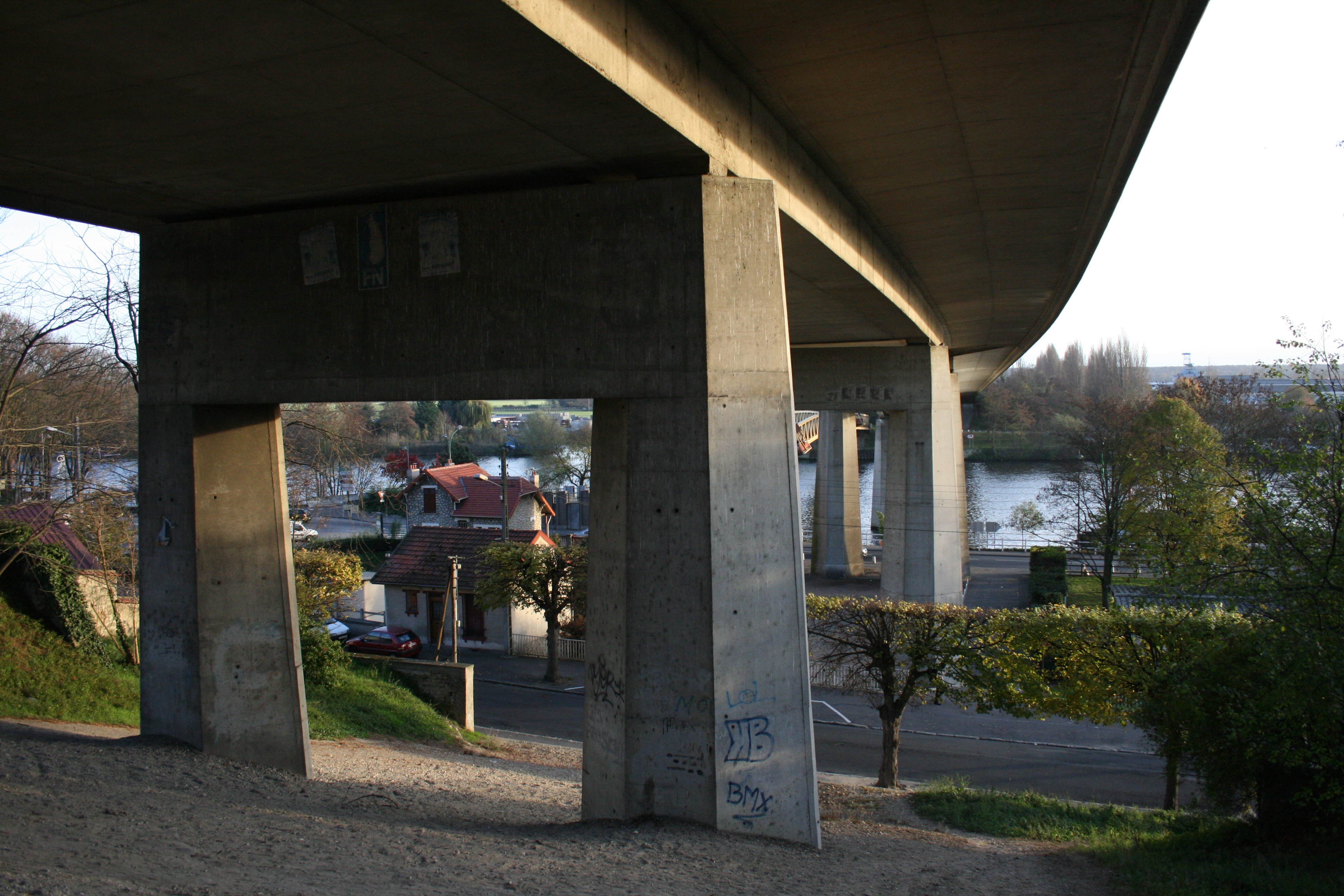
Le pont vu de dessous.
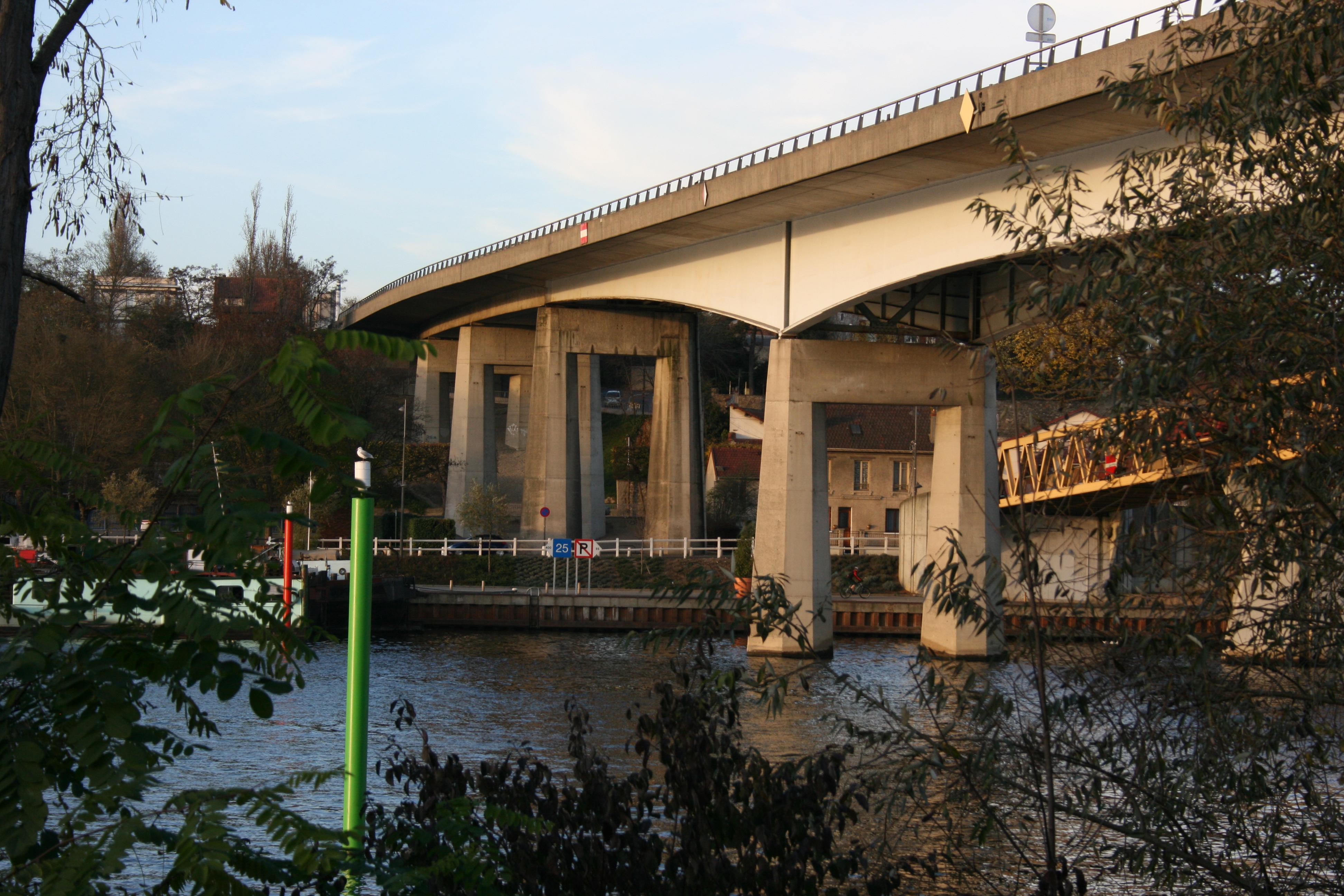
Vue depuis la rive gauche.

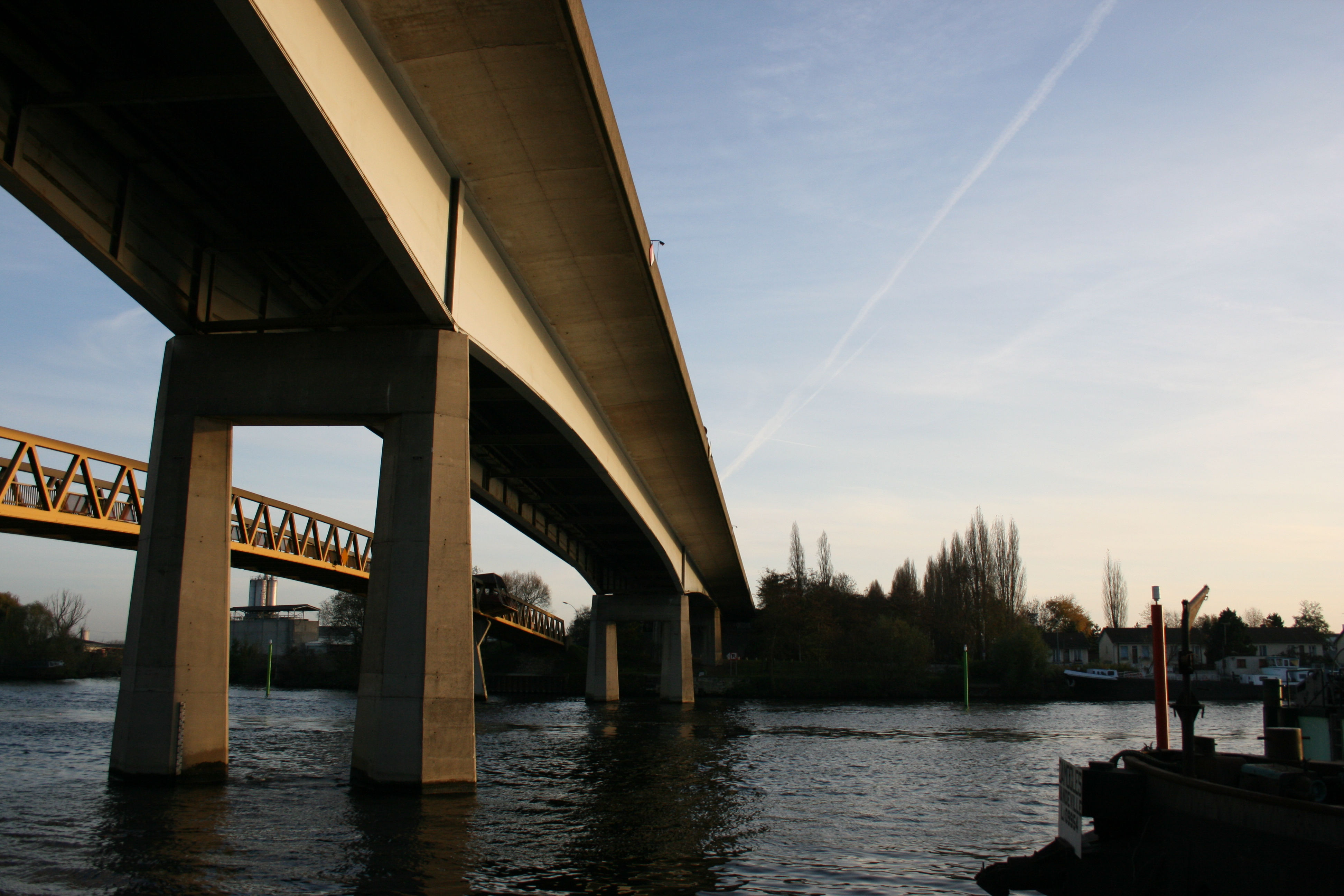
Vue depuis la rive droite.
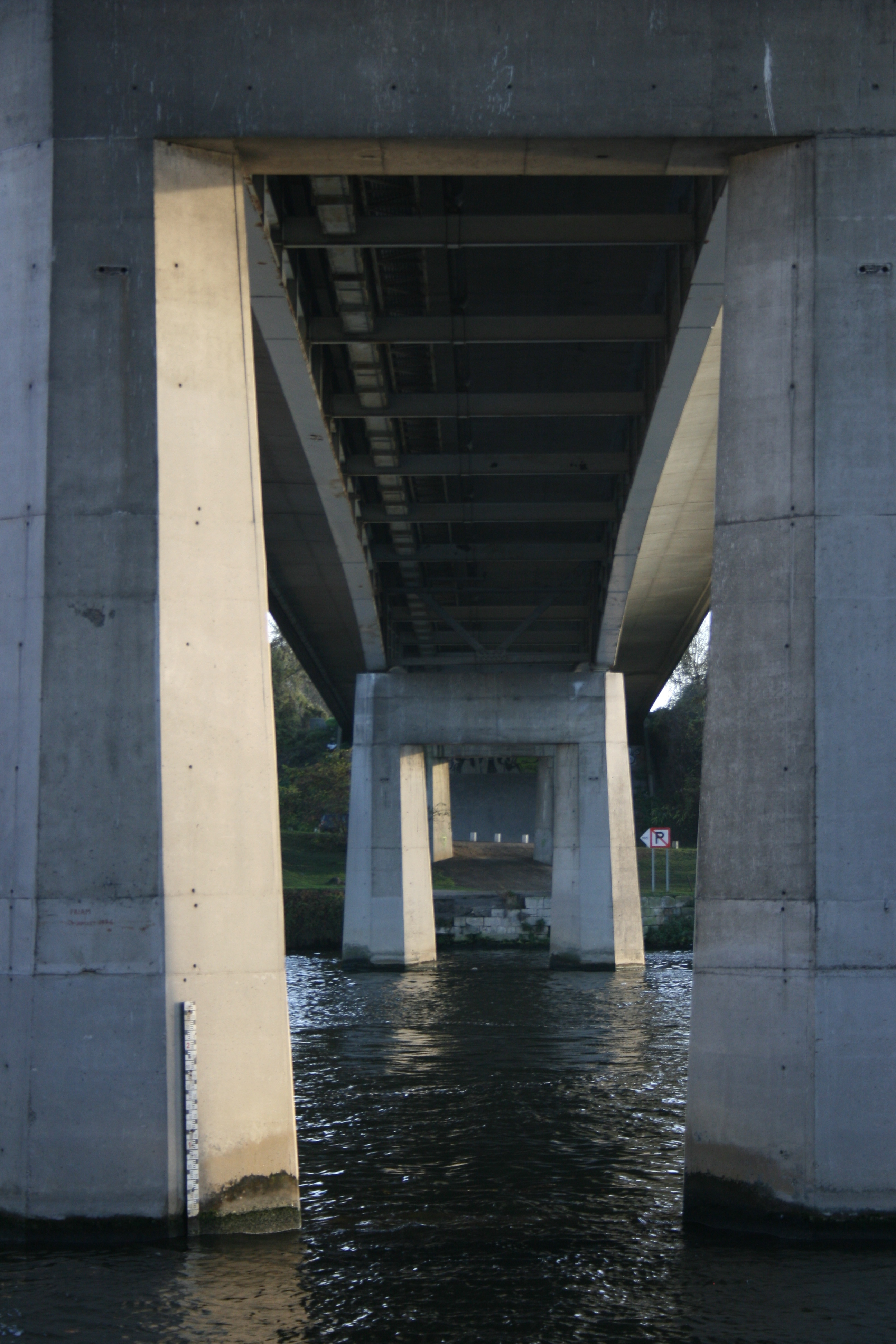
Les piles du pont.
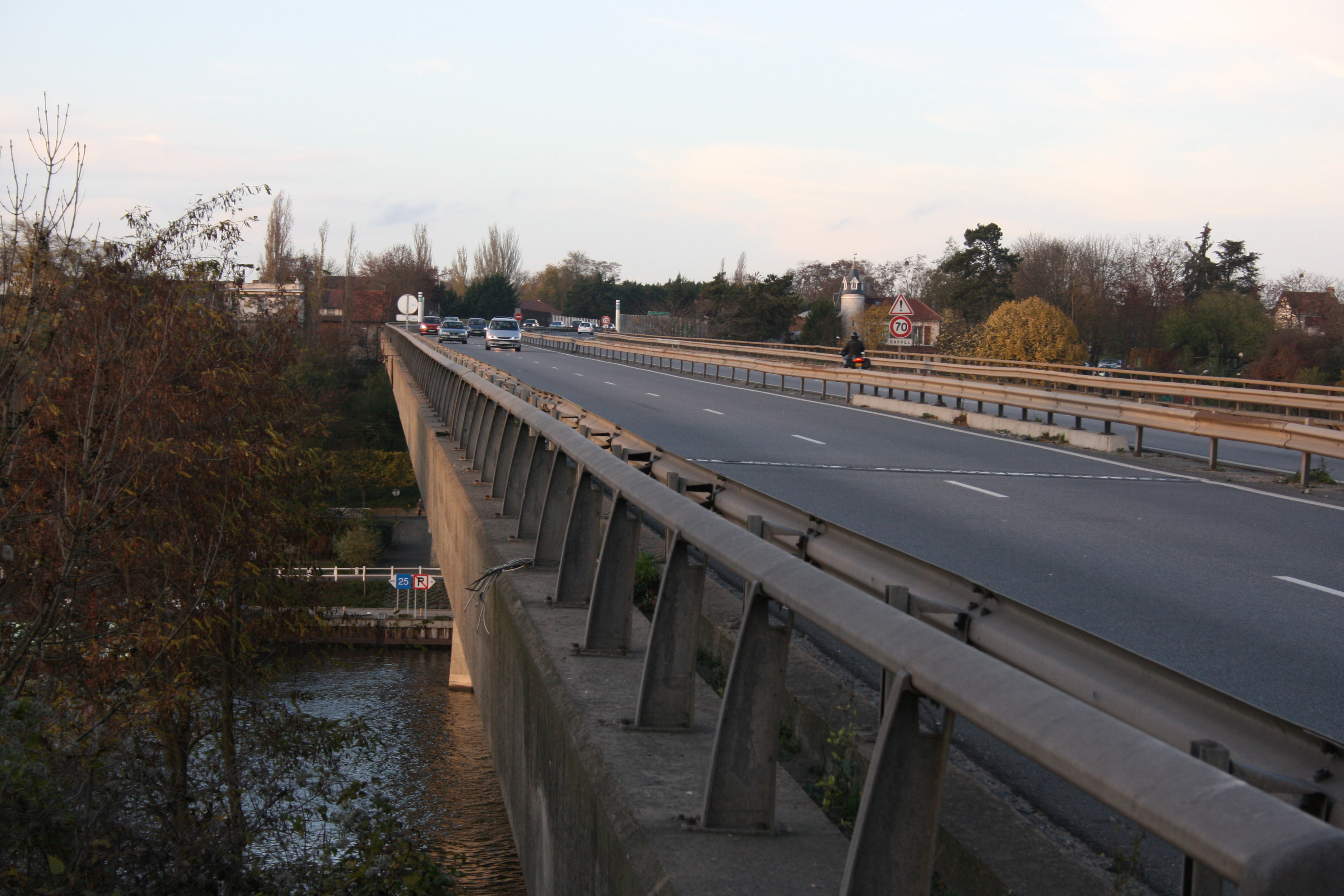
Les voies de circulation sur le pont.